# Ольга Царбопулу
Ольга Царбопулу (нар. 19 червня 1968) — колишня грецька тенісистка.
Найвищу одиночну позицію світового рейтингу — 117 місце досягла 29 серпня 1988, парну — 218 місце — 15 серпня 1988 року.
Здобула 2 одиночні титули туру ITF.

## Фінали ITF
| турніри $25,000 |
| турніри $10,000 |

### Одиночний розряд: 4 (2–2)
| Результат | Ранг | Дата           | Турнір               | Покриття | Суперниця            | Рахунок       |
| --------- | ---- | -------------- | -------------------- | -------- | -------------------- | ------------- |
| Перемога  | 1.   | 2 липня 1984   | ITF Карпі, Італія    | Ґрунт    | Даніела Мойсе        | 7–6, 6–3      |
| Поразка   | 2.   | 6 квітня 1987  | ITF Казерта, Італія  | Ґрунт    | Лаура Лапі           | 1–6, 3–6      |
| Поразка   | 3.   | 1 червня 1987  | ITF Адрія, Італія    | Ґрунт    | Кармен Шкуль         | 6–3, 3–6, 3–6 |
| Перемога  | 4.   | 27 червня 1988 | ITF Бриндізі, Італія | Ґрунт    | Стефанія Далла Валле | 6–2, 2–6, 6–3 |

### Парний розряд: 1 (0–1)
| Результат | Ранг | Дата          | Турнір              | Покриття | Партнерка  | Суперниці                          | Рахунок  |
| --------- | ---- | ------------- | ------------------- | -------- | ---------- | ---------------------------------- | -------- |
| Поразка   | 1.   | 6 квітня 1987 | ITF Казерта, Італія | Тверде   | Гайке Томс | Євгенія Манюкова Наталія Медведєва | 3–6, 5–7 |